# Armel Le Cléac'h
Armel Le Cléac'h (Saint-Pol-de-Léon, 11 maggio 1977) è un navigatore francese.

## Carriera sportiva
Campione del mondo IMOCA nel 2008 e campione di Francia di regate d'altura in solitario nel 2003, tra i suoi successi vanno ricordati in particolare la Solitaire du Figaro per tre volte (2003, 2010, 2020) nonché la Transat AG2R nel 2004 e 2010 e la Transatlantica in solitario nel 2016. È il primo velista a terminare per tre volte sul podio la Vendée Globe: due volte secondo nelle edizioni 2008-2009 e 2012-2013, ha vinto l'ultima edizione 2016-2017 stabilendo il record della gara in 74 giorni, 3 ore, 35 minuti e 46 secondi.